# 전갈의 아이
전갈의 아이(영어: The House of the Scorpion, 2002)는 미국에서 출간된 낸시 파머의 공상과학 소설이다. 미래를 배경으로 하고 있으며, 대부분의 스토리는 미국과 아슬란(멕시코)의 경계선에 새로 생긴 국가인 'Opium'에서 진행된다. 주인공은 마약왕이라 불리는 엘 패트론(El Patrón)의 어린 복제인간인 "Matteo Alacrán"이고, Matteo가 자신의 정체성과 자유를 찾기 위해 겪는 이야기를 썼다. 복제인간의 위험성을 다루는 소설이다. 뉴베리 상을 수상하였으며, 대한민국에서는 2004년 비룡소에서 발간되었다.

## 개요
이 책은 이전에 작가가 작품집에 내려던 짧은 글에서부터 비롯되었다. 불법 이민이라는 주제에서 알 수 있듯이, 이 소설은 사막에서 죽어가던 멕시코 이민자를 구해주었던 작가의 경험에서 영감을 얻었다.
낸시 파머는 이 책을 난독증을 앓고있는 자신의 아들을 위해 썼다고 본인의 웹사이트에서 밝혔다. 그리고 출판 직전에 욕설들을 전부 삭제했다고 하였는데, 약 50페이지가 줄어들었다고 한다.
파머가 책의 이름에 전갈을 넣은 이유는 주연들 중 하나인 'El Patrón'이 멕시코의 도시 중 하나인 두랑고주에서 태어났기 때문이라고 한다.
또한 소설에 등장하는 많은 등장인물들이 파머의 어린 시절과 지금의 삶을 바탕으로 만들어졌다고 한다.

## 줄거리
이 소설은 멕시코(아슬란)와 미국의 경계선에 있는 '마약 왕국(Opium)'이라는 나라에서 진행된다. 마약 왕국을 다스리는 사람은 엄청난 권력을 가진 마약왕이자 140살 넘게 살고 있는 엘 패트론(El Patrón)이다. 엄청난 양의 마약이 마약 왕국에서 생산되며, 주인공의 동료가 거주하고 있는 곳이기도 하다. 이야기는 주인공인 맷의 일생과 함께 진행된다.

### 0~6세
이 소설의 주인공인 맷(Matteo Alacrán)은 마약왕인 엘 패트론의 복제인간이다. 맷은 6살까지 마약농장 변두리에 있는 작은 집에서 엘 패트론의 요리사인 실리아(Celia)와 함께 살았다. 엘 패트론의 복제인간이라는 이유로 6살때까지 밖에 나가보지도 못한 채 갇혀 살던 중, 근처에서 놀던 마리아(Maria), 에밀리아(Emilia), 스티븐(Steven)을 보게 되고, 그 아이들과 같이 놀려다 깨진 유리 위로 뛰어내려 크게 다친다. 이후 엘 패트론의 저택으로 이송되어 치료를 받던 중 엘 패트론의 증손자인 알라크란(Mr. Alacrán)을 만나게 되는데, 알라크란은 맷이 복제인간이라는 이유만으로 몇달간 좁은 방에 가두고 동물 취급한다. 이후 셀리아와 마리아에 의해 구조된 뒤, 맷은 개인 방을 받았고, 새로 이동한 저택에서 엘 패트론이 저택 사람들에게 '맷은 나의 복제인간이니 모두 이 아이에게 친절하게 대하라'고 지시하여 편한 생활을 할 수 있게 된다. 또한 맷에게 보디가드가 생기게 되는데, 전 테러리스트이자 이후 맷이 아버지같다고 했던 탬 린(Tam Lin)이다.

### 7~14세
이후 7년간, 맷은 그가 사랑하는 마리아와 함께 저택에서 살게 된다. 하지만 맷은 여전히 자신의 정체성에 대해 고민하고 있었다. 모든 복제인간들은 수확되는 과정에서 뇌에 기계를 심도록 법으로 정해져 있다. 이때 심어진 기계는 복제 인간의 뇌를 조작하여 성장한 후에 주인이 하라는 것만 할 수 있도록 하고, 오로지 장기 이식을 위해 존재하는 가축으로 변하게 한다. 하지만 엘 패트론은 맷에게 도우미들을 고용하고 교육을 시켜주었다. 맷은 이러한 사실들을 근거로 엘 패트론이 자신을 마약 왕국의 다음 왕으로 만들려 한다고 생각한다.

### 14세~이후
마리아와 함께 참석한 스티븐과 에밀리아의 결혼식에서 엘 패트론은 심장 발작으로 인해 쓰러진다. 결혼식장에는 엄청난 혼란이 일어났고, 맷과 마리아는 결혼식장에서 탈출하려다 실패한다. 마리아는 부모가 있는 곳으로 돌아갔고, 맷은 엘 패트론이 입원한 병원으로 잡혀갔다. 맷은 결국, 엘 패트론의 수명을 늘리기 위한 장기 기증자에 불과했다. 엘 패트론이 장기를 기증받으려던 그때, 실리아가 지금까지 맷에게 지속적으로 독을 먹이고 있었다고 밝혔다. 정말 극소량이었기에 맷이 죽지는 않았지만, 몸이 망가져 장기 이식이 불가능하게 되었기에 결국 엘 패트론은 심장마비로 사망한다. 엘 패트론이 죽은 후 알라크란이 탐 린에게 맷을 죽이라고 지시한다. 하지만 탐 린은 맷을 죽이지 않고 아슬란으로 보낸다.
아슬란에 도착한 후, 맷은  "Lost Boys"라는 고아들의 모임에 들어가게 된다. 이들은 '키퍼'라 불리는 감시자들 밑에서 '좋은 사회를 형성하기 위한 5가지 요소', '옳은 생각을 하기 위한 4가지 태도'를 배우고, 키퍼들이 사치를 즐기고 파티를 여는 동안 그들이 운영하는 플랑크톤 농장에서 막노동을 하며 시간을 허비한다. 맷은 이곳에서 차초(ChaCho), 톤톤(Ton-Ton), 피델리토(Fidelito)를 만나게 된다. Lost Boys의 아이들은 하루 중 대부분을 일을 하며 보내지만, 하는 일에 비해 터무니없이 적은 식사량과 취약한 시설에 맷은 부당함을 느끼고 키퍼들에게 이의를 제기하여  고아들 사이에서 영웅으로 추양받는다.
키퍼중 한명이 맷의 친구인 피델리토를 때리려 들자,맷과 고아들은 키퍼를 상대로 반란을 일으킨다. 키퍼들은 자신들의 권위가 떨어질 것을 우려해 맷과 차초를 "교육" 하기 위해 "Boneyard"라 불리는 마른 강에 던진다. 이후 Lost Boys에서 만난 친구인 톤톤과 피델리토가 새우 수확차량를 타고 맷과 차초를 구해 주고, 마리아와 그녀의 어머니인 에스페렌자 멘도자(Esperanza Mendoza)를 만나러 샌 루이스(San Luis)로 떠난다.
샌 루이스에서 맷과 친구들은 먼저 병원에 가 있었던 차초를 보러 가던 중 키퍼를 만나 위험에 처한다. 그때 멘도자가 등장해 아이들을 구해주고, 아이들에게 '키퍼들을 없앨 증거를 마련할 수 있게 해 주어서 고맙다'며 감사 인사를 하고, 맷에게는 마약 왕국으로의 접근이 완전히 차단되었다고 알려준다. 현재 엘 패트론의 어떻게든 마약 왕국으로 들어가려 시도했지만 결국 실패하게 되고, 맷의 가족이 전부 죽었고 현재 저택에는 실리아를 포함한 집사들만 남았다는 것을 알게 된다. 또한 탬 린을 포함한 엘 패트론의 경호원들은 독을 탄 술을 마시고 죽게 된다. 이는 영원히 사업을 계속하고 싶어했던 엘 패트론이 '혹시라도 자신이 죽게 된다면 다같이 죽어야 한다'라는 생각에서 나온 대비책이었다.
이후 엘 패트론의 유일한 후손이었던 맷이 마약 왕국의 지도자 자리에 오르게 되고, 정권 해체를 계획하며 책이 끝난다.

## 글의 주제
이 소설은 '인간을 복제한다'는 것의 의미와 도덕적 문제점들을 설명한다. 뉴욕 타임즈의 로저 서튼은 공상과학 소설이 아닌, 미래 기술에 관한 요소들보다 모험 이야기의 비중이 더 높은 현실적 소설이라고 했다.

## 평가
뉴욕 타임즈의 로저 서튼(Roger Sutton)은 피노키오와 전갈의 아이 둘 다 주인공이 비인간이고, 인간으로서의 정체성을 찾으려 한다는 점이 닮아있다고 했다. 덧붙여 이 소설을 "거대하면서도 야심을 가득 품고있다"고 평했다.
퍼블리셔스 위클리는 "낸시 파머는 '쉬운 답은 없다'는 말을 책으로 보여준다. 그녀가 책에서 던진 질문들은 독자들에게 오랫동안 여운으로 남을 것이다."라고 언급했다.
커커스 리뷰에서는 전갈의 아이에 대해 "공상과학 소설을 좋아한다면 반드시 읽어야 할 필독서"라고 평했다.

## 후속작
후속작인 The Lord of Opium(2013)은 맷이 Opium의 지도자 자리에 오른 후 몇시간 뒤에 진행되는 이야기를 써냈다. 전갈의 아이에서 맷의 어린 시절을 너무 길게 다룬 탓인지, 후속작을 집필하면서 어려움이 많았다고 한다.

## 수상

### 대표 수상
전갈의 아이는 미국 청소년 문학상을 수상했으며 Newbery Honor Book과 Michael L. Printz Honor Book으로 선정되었다. 공상과학 소설 분야에서는 청소년 부문 로커스상( Locus Award in the young adult category)과 어린이 부문 신화상(Mythopoeic Award in the children's category)을 수상했다.

### 총 수상 목록
- National Book Award for Young People's Literature (United States), 2002—winner[7]
- Northern California Book Award 2002[11]
- Newbery Honor, 2003—runner-up for Newbery Medal[8]
- Michael L. Printz Award Honor Book, 2003[12]
- Buxtehuder Bulle, Germany, 2003[13]
- ALA Best Book for Young Adults 2003[14]
- IRA Young Adults' Choices for 2004[15]
- Volunteer State Young Adult Book Award, 2004–05[16]
- Nevada Young Reader's Award in the Young Adult category, 2005[17]
- Senior Young Readers Choice Award, Pacific Northwest Library Association, 2005[18]
- Sequoyah Young Adult Award for 2005[19]
- Grand Canyon Reader Teen Award, 2005[20]
- South Carolina Association of School Librarians Junior Book Award, 2005–2006[21]
- Young Hoosier Book Award Middle Grades, 2006[22]

## 참고 문헌
- Kerr, R. (2010). "The Father, Son, and the Holy Clone: Revision of Biblical Genesis in 'The House of the Scorpion.'" The Journal of the Midwest Modern Language Association, 43(2), 99.